# Statut d'autonomie de l'Aragon de 2007
Lire en ligne

boe.es

Le statut d’autonomie de l'Aragon de 2007 (en espagnol : Estatuto de Autonomía de Aragón de 2007, en aragonais : Estatuto d'Autonomía d'Aragón, en catalan : Estatut d'Autonomia d'Aragó) est la loi qui régit l'organisation institutionnelle de la communauté autonome d'Aragon.
Entré en vigueur en 2007, il constitue le deuxième statut d'autonomie aragonais après celui de 1982.

## Contexte historique
L'actuel statut d'autonomie est entré en vigueur le 23 avril 2007, jour de l'Aragon (Día de Aragón), à la suite d'une révision du statut qui a obtenu un large consensus des Cortes d'Aragon, avec l'appui de partis divers comme le PSOE, le PP, le PAR et IU. La CHA s'est en revanche abstenu, considérant que le texte ne répondait pas aux aspirations de gouvernement autonome et qu'il manquait une reconnaissance véritable des langues propres à l'Aragon, des pouvoirs élargis dans le domaine financier et un contrôle strict des eaux de l'Ebre contre tout projet de transvasement vers les régions du sud de l'Espagne.
Le nouveau statut passe de six titres (cinq titres précédés d'un préambule) à dix, et de trois dispositions additionnelles à six. Il comprend 115 articles, contre 61 pour le statut de 1996. Le texte est précédé d'un préambule historique, qui fut drastiquement réduit par le Congrès des députés.

## Dispositions du nouveau statut

### Réforme des institutions
Le président d'Aragon gagne le pouvoir de dissoudre les Cortes d'Aragon et convoquer des élections.

### Question financière
Le statut d'autonomie met en place une commission mixte des affaires économico-financières de la communauté d'Aragon comme organe bilatéral de relations sur le financement spécifique, dans le cadre de la loi organique de financement des communautés autonomes (LOFCA). Elle s'occupe des litiges entre les deux administrations à la suite de la cession du prélèvement des taxes par la communauté autonome.
Les relations entre la communauté autonome et l'État espagnol reposent sur le principe réaffirmé de « loyauté institutionnelle » (lealtad institucional). De plus est créée une agence fiscale (Agencia Tributaria) chargée du recouvrement de l'impôt, conjointement avec les institutions de l'État.

### Question territoriale
Le statut reconnaît l'Aragon comme « nationalité historique ». À ce titre, il maintient la disposition additionnelle qui rappelle que l'Aragon « ne renonce pas aux droits qu'elle possède en vertu de son histoire ». Le texte inclut également une nouvelle partie sur l'administration judiciaire, une autre sur les droits et devoirs des citoyens aragonais et des administrations autonomes, comme l'obligation de développer les actions en faveur du retour des biens du patrimoine aragonais qui se trouvent hors de son territoire.

### Source
- (es) Cet article est partiellement ou en totalité issu de l’article de Wikipédia en espagnol intitulé « Estatuto de Autonomía de Aragón » (voir la liste des auteurs).